# Семково
Семково е красива местност и планински курорт в планината Рила, България. 
Намира се на 17 km северно от град Белица, България, на средна надморска височина 1600 m. Разполага с много хотели и почивни станции.
Семково представлява широка денудационна заравненост – красиви поляни с борови и смърчови гори наоколо. През местността тече Станковата река, десен приток на Вотръчката река. Почвите са кафяви горски, а геоложката основа е южнобългарски гранит.
Над курорта, на височина от 1750 m се намира хижа Семково. От близките до хижата поляни се открива живописна панорама на юг към планината Пирин.
На 1 час и 30 минути пеша в североизточна посока от хижата, разположено в красива клекова гора в циркуса под Средния връх, се намира Сухото езеро. А в северозападна посока от върха са разположени Скалишки езера, Вапски езера и Чернополянски езера.
На северозапад и север от курорта се извисява поредица от красиви върхове: Голям мечи връх, Ангелов връх, Узуница, Аладжа слап, Черна поляна, Павлев връх, Канарата, Реджепица, Вапа, Средния връх (Тупио връх) и Лопатишки връх. В картите издадени след 1985 година някои от тези върхове са с нови имена.
В 1934 годин на Семково е убит Симеон Кавракиров.